# Verband Biologie, Biowissenschaften und Biomedizin in Deutschland
Der Verband Biologie, Biowissenschaften und Biomedizin in Deutschland e. V. – VBIO (VBIO) ist mit insgesamt 25.000 Mitgliedern Deutschlands Dachverband für alle, die im Bereich Biologie, Biowissenschaften und Biomedizin studieren oder tätig sind. Der VBIO umfasst biowissenschaftliche und biomedizinische Fachgesellschaften (ca. 25), Einzelmitglieder (ca. 6.000) und kooperierende Mitglieder wie Firmen, Industriegesellschaften und Forschungseinrichtungen (ca. 75). 
Die Fachgesellschaften repräsentieren und fördern die Forschungsaktivitäten in Deutschland. Die Landesverbände, in denen die Einzelmitglieder organisiert sind, arbeiten aktiv an bildungspolitischen Aufgaben im Bereich Biologie und Biowissenschaften.
Der VBIO ist politisch, ideologisch und wirtschaftlich unabhängig. Seine Vision ist eine Gesellschaft, die die Bedeutung der Biologie für die Gesundheit des Menschen und die Umwelt erkennt und die dieses Wissen zum Wohle der Menschheit nutzt.

## Geschichte
Der VBIO entstand 2007 aus der Fusion des Verbandes Deutscher Biologen (VdBiol, gegründet 1954) mit dem Verbund Biologischer und Biomedizinischer Fachgesellschaften (vbbm, gegründet 2004). Ziel war es, den Biowissenschaften in Deutschland eine gewichtigere Stimme zu geben.

## Struktur
Der VBIO wird von einem Präsidium geführt, das alle zwei Jahre neu gewählt wird. Im Mai 2025 wurde Markus Engstler zum neuen Präsidenten gewählt. 
Das Präsidium wird durch einen Beirat beratend unterstützt. Die Einzelmitglieder des Vereins sind in 16 Landesverbänden organisiert, andere Mitglieder durch ihre Fachgesellschaften oder Institutionen. 
Der Verband hat zusätzlich inhaltlich arbeitende Sektionen und Arbeitskreise zu Themenbereichen wie Schulbiologie, Biologie und Gesundheit, BTA-Ausbildung oder wissenschaftliche Tierversuche. Weiterhin gibt es einen Referenten für den Bereich Freie Berufe sowie kurzfristig agierende Arbeitsgruppen zu Einzelthemen. 
Der Verband ist mit eigenen hauptamtlich besetzten Geschäftsstellen in Berlin mit Ressort Wissenschaft & Gesellschaft und in München mit Ressort Ausbildung & Karriere vertreten.

## Aktivitäten
Der VBIO vernetzt Akteure sowie Interessierte und fördert den Austausch zu wissenschaftlich, gesellschaftlich und politisch relevanten Themen der Biologie. Er gibt die Zeitschrift "Biologie in unserer Zeit" (BiuZ) heraus.
Er berät unabhängig Entscheidungstragende in Schule, Hochschule, Forschung, Wirtschaft, Politik und Verwaltung.
Der VBIO sucht den wissensbasierten und offenen Dialog mit der Gesellschaft.
Darüber hinaus fördert er die berufliche Orientierung sowie die Fort- und Weiterbildung.